# 蘆北町
芦北町（日语：／ Ashikita machi [[:ja:北町|*]]/?）是位于日本熊本縣南部葦北郡的一個町。

## 人口
| 蘆北町人口分布圖 |                                               |  |
| 蘆北町與日本全國年齡別人口分布比較圖 （2005年資料） | 蘆北町的年齡、男女別人口分布圖 （2005年資料） |  |
| ■紫色是蘆北町 ■綠色是全国 | ■藍色是男性 ■紅色是女性                       |  |
| 蘆北町人口變化 \| 1970年 \| 29,370人 \| \| \| 1975年 \| 27,909人 \| \| \| 1980年 \| 27,413人 \| \| \| 1985年 \| 26,473人 \| \| \| 1990年 \| 25,024人 \| \| \| 1995年 \| 23,744人 \| \| \| 2000年 \| 22,373人 \| \| \| 2005年 \| 20,840人 \| \| \| 2010年 \| 19,316人 \| \| \| 2015年 \| 17,661人 \| \| \| 2020年 \| 15,681人 \| \| |                                               |  |
| 資料來源：日本總務省統計中心提供之人口普查數據 |                                               |  |
| 1970年 | 29,370人                                      |  |
| 1975年 | 27,909人                                      |  |
| 1980年 | 27,413人                                      |  |
| 1985年 | 26,473人                                      |  |
| 1990年 | 25,024人                                      |  |
| 1995年 | 23,744人                                      |  |
| 2000年 | 22,373人                                      |  |
| 2005年 | 20,840人                                      |  |
| 2010年 | 19,316人                                      |  |
| 2015年 | 17,661人                                      |  |
| 2020年 | 15,681人                                      |  |

## 歷史

### 年表
- 1889年4月1日：實施町村制，現在的轄區在當時分屬：葦北郡佐敷村、大野村、吉尾村、湯浦村、田浦村。
- 1903年11月18日：佐敷村改制為佐敷町。
- 1951年10月1日：湯浦村改制為湯浦町。
- 1955年1月1日：佐敷町、大野村、吉尾村合併為葦北町。
- 1958年4月1日：田浦村改制為田浦町。
- 1970年11月1日：葦北町和湯浦町合併為蘆北町。
- 2005年1月1日：蘆北町和田浦町合併為新設置的蘆北町。

### 變遷表
| 1889年以前 | 1889年4月1日 | 1889年 - 1944年       | 1945年 - 1954年       | 1955年 - 1964年      | 1965年 - 1988年      | 1989年 - 現在       | 現在                |
| ---------- | ------------ | --------------------- | --------------------- | -------------------- | -------------------- | ------------------- | ------------------- |
|            | 佐敷村       | 1903年11月18日 佐敷町 | 1903年11月18日 佐敷町 | 1955年1月1日 葦北町  | 1970年11月1日 盧北町 | 2005年1月1日 盧北町 | 2005年1月1日 盧北町 |
|            | 大野村       |                       |                       | 1955年1月1日 葦北町  | 1970年11月1日 盧北町 | 2005年1月1日 盧北町 | 2005年1月1日 盧北町 |
|            | 吉尾村       |                       |                       | 1955年1月1日 葦北町  | 1970年11月1日 盧北町 | 2005年1月1日 盧北町 | 2005年1月1日 盧北町 |
|            | 湯浦村       | 湯浦村                | 1951年10月1日 湯浦町  | 1951年10月1日 湯浦町 | 1970年11月1日 盧北町 | 2005年1月1日 盧北町 | 2005年1月1日 盧北町 |
|            | 田浦村       | 田浦村                | 田浦村                | 1958年4月1日 田浦町  | 1958年4月1日 田浦町  | 2005年1月1日 盧北町 | 2005年1月1日 盧北町 |

## 交通

### 鐵路
- 九州旅客鐵道
  - 肥薩線：海路車站 - 吉尾車站 - 白石車站
  - 九州新幹線：通過轄區但未設置車站。
- 肥薩橙鐵道
  - 肥薩橙鐵道線：上田浦車站 - 田浦御立岬公園車站 - 肥後田浦車站 - 海浦車站 - 佐敷車站 - 湯浦車站

### 道路
高速道路
- 南九州西回自動車道：田浦交流道 - 蘆北交流道

## 觀光資源
景點
- 討伐船
- 佐敷城遺跡
- 野坂之浦
- 御立岬公園

祭事
- 佐敷諏訪神社例大祭：4月28日・29日
- 阿蘇神社例大祭
- 七夕祭

## 教育
高等學校
- 熊本縣立蘆北高等學校

特殊學校
- 熊本縣立蘆北養護學校

## 本地出身之名人
- 江上トミ：料理研究家
- 松永幸男：職業棒球選手
- 藤井瑞希：羽毛球選手

## 外部連結
- （日語） 蘆北町觀光協會 （页面存档备份，存于）